# 天笠修
天笠 修（あまがさ おさむ、1995年 - ）は、日本のゲイポルノ男優、モデル。

## 作品

### KO COMPANY

#### suprise!
- RIGHT NOW（2014.10）
- 艶男3 -天笠修-（2015.1）
- SAP 2015 SPRING（2015.4）
- JUST DO IT!（2015.5）
- VIBES（2016.3）

#### 男子学園
- 男子学園 01（2014.11）

#### LINE
- 俺たちの飢えた欲情（2014.12）

#### KURUU
- 教頭先生は僕の玩具（2015.3）

#### Go guy
- fin detudes ～ファンデチュード～（2015.3）

#### SUPER STAR
- OSAMU（2016.5）

### COAT
- 体育会制覇「尚哉 -NAOYA-」（2015.4）
- フェラ三昧 44（2015.6）
- ANAL SLAVE 1（2015.6）
- Hello! 洋志 2nd Season（2015.7）
- Number 24 FIGHTING SPIRIT（2015.7）
- ANOTHER VERSION 72 VS ～マセガキ×エロ雄 ATHLETE FUCKER～（2015.7）
- birth 大成 2nd stage（2015.8）
- Precious NAOYA（2015.9）
- ACTIVE BODY 11（2015.12）
- BABYLON STAGE 63 Unfair Retribution～淫果応報の法則～（2016.1）
- PREMIUM TAG 2 WEST & EAST（2016.2）
- Precious RAITO（2016.6）
- COLLECTORS EDITION NAOYA（上記の作品+OFF SHOTを収録したベスト版）（2018.1）

### G@MES

#### Body Focus
- MODEL No.4 YouTuberおさむ 172×62×24歳。（2019.07）